# (210831) 2001 OB84
(210831) 2001 OB84 là một tiểu hành tinh vành đai chính. Nó được phát hiện bởi Robert H. McNaught ở Đài thiên văn Siding Spring ở Coonabarabran, New South Wales, Australia, ngày 17 tháng 7 năm 2001.